# ウィリアム・ブラッドフォード (1755-1795)

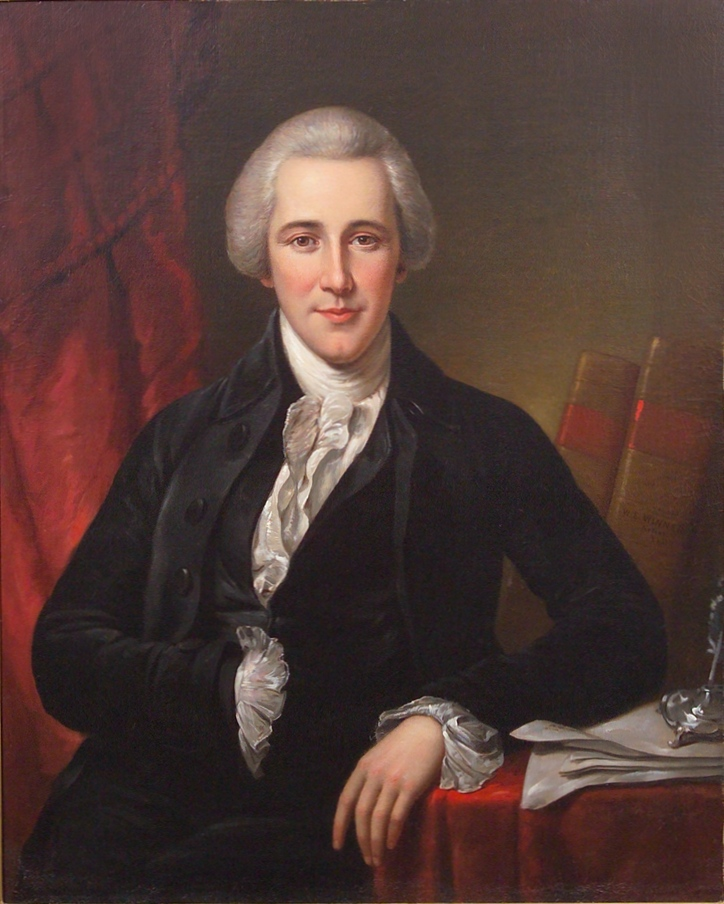
ウィリアム・ブラッドフォード (1755-1795)

ウィリアム・ブラッドフォード（William Bradford, 1755年9月14日 - 1795年8月23日）は、アメリカ合衆国の弁護士、政治家、裁判官。1794年から1795年まで第2代アメリカ合衆国司法長官を務めた。

## 生涯

### 青年期
1755年、ブラッドフォードはペンシルベニア植民地のフィラデルフィアにおいて、印刷業者ウィリアム・ブラッドフォードの息子として誕生した。ブラッドフォードはプリンストン大学で政治学を学び、1772年に同大学を卒業した。ブラッドフォードはプリンストン大学において、生涯を通じての友人となるジェームズ・マディソンと知り合った。プリンストン大学卒業後、ブラッドフォードはフィラデルフィアに戻りエドワード・シッペンとともに法律を学んだが、アメリカ独立戦争の勃発によりその学習は思うように進まなかった。

### 独立戦争
1776年、ペンシルベニア民兵が招集されると、ブラッドフォードは志願兵として参加した。同年末、ブラッドフォードはペンシルベニア邦の軍として最初の准将に任命されたダニエル・ロバルデューとともに旅団を組織し、ブラッドフォードは旅団副官となった。
民兵における任務を終えたブラッドフォードは、リチャード・ハンプトンによって第11ペンシルベニア連隊の統率を任ぜられ、中隊長として大陸軍に加わった。ブラッドフォードはトレントンの戦いなどに参加した。1777年4月10日、ニュージャージー州モリスタウンにいたブラッドフォードは召集長官代行を任ぜられ、中佐に昇格した。ブラッドフォードは1779年初頭に健康的理由により辞職し、帰郷した。

### 州での政治
1779年9月、ブラッドフォードはペンシルベニア州最高裁判所に裁判官として採用され、翌1780年にペンシルベニア州検事総長となった。ブラッドフォードは1791年まで同職を務めた後、1791年8月22日にペンシルベニア州最高裁判所判事に指名され、その後3年間、同職を務めた。
1793年、ペンシルベニア州知事トマス・ミフリンは死刑判決を減らす方策をブラッドフォードと協議した。そしてその協議をもとに、ブラッドフォードは州議会への報告書を作成した。その報告書『An Inquiry how far the Punishment of Death is Necessary in Pennsylvania』は随筆の文体で書かれていた。その後ペンシルベニア州の刑法は大規模な改訂が施され、死刑判決は本質的に削減された。他の州はペンシルベニアの方針に追従した。

### 連邦政府での政治
1794年1月8日、ジョージ・ワシントン大統領は、ブラッドフォードをエドムンド・ランドルフに替えて司法長官に指名した。

### 晩年
1795年、ブラッドフォードは司法長官在職中に死去した。ブラッドフォードの遺体はニュージャージー州バーリントンの聖メアリー聖公会教会の墓地に、妻の家族とともに埋葬されている。
以下の地名は、ブラッドフォートにちなんで名づけられた。
- ペンシルベニア州ブラッドフォード郡

## 家族
ブラッドフォードは1784年にイライアス・ブーディノットの娘スザンヌ・ヴァージロウ・ブーディノット（Suzanne Vergerau Boudinot, 1764年12月21日 - 1854年11月20日）と結婚した。子供は生まれなかった。